# Kingsbury (Indiana)
Kingsbury – miasto w Stanach Zjednoczonych, w stanie Indiana, w hrabstwie LaPorte.